# برلین (خانه کاغذی)
برلین (آندرس د فونویوسا) یک شخصیت داستانی در مجموعه نتفلیکس خانه کاغذی است که توسط پدرو آلنسو به تصویر کشیده شده‌است. در برنامه تلویزیونی او به عنوان یک شخصیت اصلی و یک سارق جواهرات است و شخصیتی بسیار کاریزماتیک دارد.

## شخصیت
پلیس می‌فهمد که نام واقعی وی آندرس د فونویوسا است و وی در طی فصل ۱ بیمار است. در همین حال، برلین رابطه اجباری با آریادنا، گروگان که در ضرابخانه کار می‌کند، آغاز می‌کند. برلین در فصل ۳ از طریق فلاش‌بک تا چند سال قبل تر در نقش اصلی ظاهر می‌شود و برنامه‌های اصلی خود را از دزدی بانک اسپانیا همراه با مارتین بروته (پالرمو) نشان می‌دهد و عاشق زنی به نام تاتیانا است.
در فصل ۴ مشخص می‌شود که پروفسور به عشق پالرمو پی برده و آندرس را آگاه می‌کند. آندرس نیز در قسمت آخر فصل ۴ به عشق مارتین جواب رد می‌دهد و او را ترک می‌کند و دیگر تصمیم به انجام سرقت بانک اسپانیا ندارد.